# Ebermannstadt
Ebermannstadt este un oraș din districtul Forchheim, regiunea administrativă Franconia Superioară, landul Bavaria, Germania.

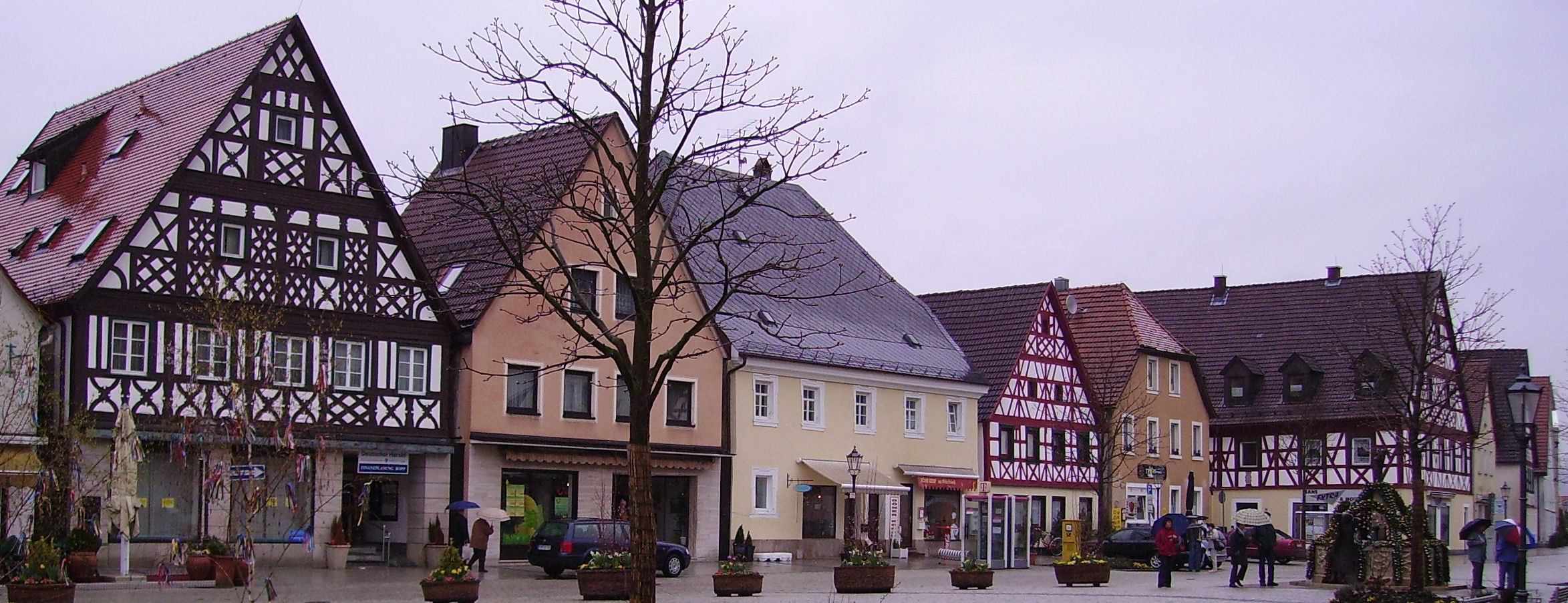
Ebermannstadt